# Liste der Biografien/Cm
Liste der Biografien |
Portal Biografien |
Personensuche
# |
A |
B |
C |
D |
E |
F |
G |
H |
I |
J |
K |
L |
M |
N |
O |
P |
Q |
R |
S |
T |
U |
V |
W |
X |
Y |
Z |
?
 
Ca |
Cb |
Cc |
Ce |
Ch |
Ci |
Cj |
Ck |
Cl |
Cm |
Cn |
Co |
Cr |
Cs |
Ct |
Cu |
Cv |
Cw |
Cy |
Cz
Die Liste der Biografien führt alle Personen auf, die in der deutschsprachigen Wikipedia einen Artikel haben. Dieses ist eine Teilliste mit 8 Einträgen von Personen, deren Namen mit den Buchstaben „Cm“ beginnt.

## Cm
- CM Punk (* 1978), US-amerikanischer WrestlerCM Punk (* 1978)

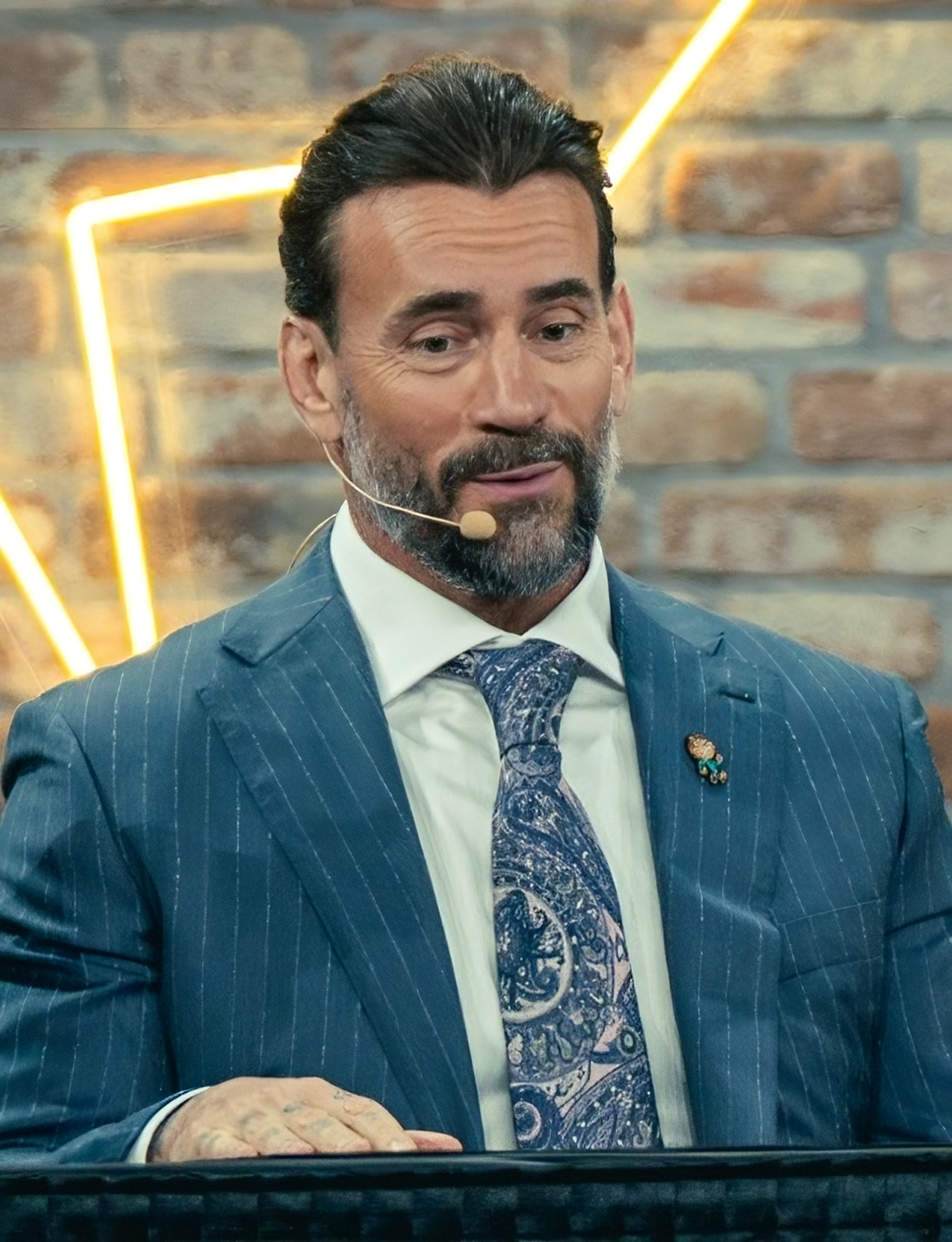
CM Punk (* 1978)

### Cma
- CMAT (* 1996), irische Popmusikerin
- Cmaylo, Anna (* 1986), US-amerikanische Volleyballspielerin

### Cmi
- Ćmikiewicz, Lesław (* 1948), polnischer Fußballspieler und -trainer
- Cmiljanić, Boris (* 1996), montenegrinischer Fußballspieler
- Čmilytė-Nielsen, Viktorija (* 1983), litauische Schachspielerin und Politikerin
- Cmíral, Elia (* 1950), US-amerikanischer Filmkomponist

### Cmo
- Čmovš, Pavel (* 1990), tschechischer Fußballspieler